# 電気通信事業法施行規則
電気通信事業法施行規則（でんきつうしんじぎょうほうしこうきそく、昭和60年4月1日郵政省令第25号）は、電気通信事業法の規定を施行するために必要とする事項及び法の委任に基づく事項を定めることを目的とする総務省令である。

## 構成
2025年（令和7年）4月1日現在
第2章 電気通信事業等
　第1節 電気通信事業の登録等
　第2節 電気通信事業者の業務
　第3節 電気通信設備
　第4節 届出媒介等業務受託者
　第5節 届出媒介等業務受託者
　第6節 認定送信型対電気通信設備サイバー攻撃対処協会
第3章 土地の使用等
　第1節 事業の認定
　第2節 土地の使用
第4章 電気通信紛争処理委員会
第5章 雑則
附則

## 概要
電気通信ネットワークの工事、維持及び運用の施行規則である。

## 沿革
1985年（昭和60年）- 昭和60年郵政省令第25号として制定
2001年（平成13年）- 中央省庁再編で郵政省廃止、総務省設置
- 中央省庁等改革関係法施行法[2]第254条により電気通信事業法本則にある郵政省令は総務省令とされ、同法第1304条第1項および中央省庁等改革のための郵政省関係省令の整備に関する省令[3]第65条により総務省令となる。